# Cordiglottis westenenkii
Cordiglottis westenenkii är en orkidéart som beskrevs av Johannes Jacobus Smith. Cordiglottis westenenkii ingår i släktet Cordiglottis, och familjen orkidéer. Inga underarter finns listade i Catalogue of Life.